# Adoretus discolor
Adoretus discolor är en skalbaggsart som beskrevs av Franz Faldermann 1835. Adoretus discolor ingår i släktet Adoretus och familjen Rutelidae. Inga underarter finns listade i Catalogue of Life.